# 赫米利尼克 (外喀爾巴阡州)

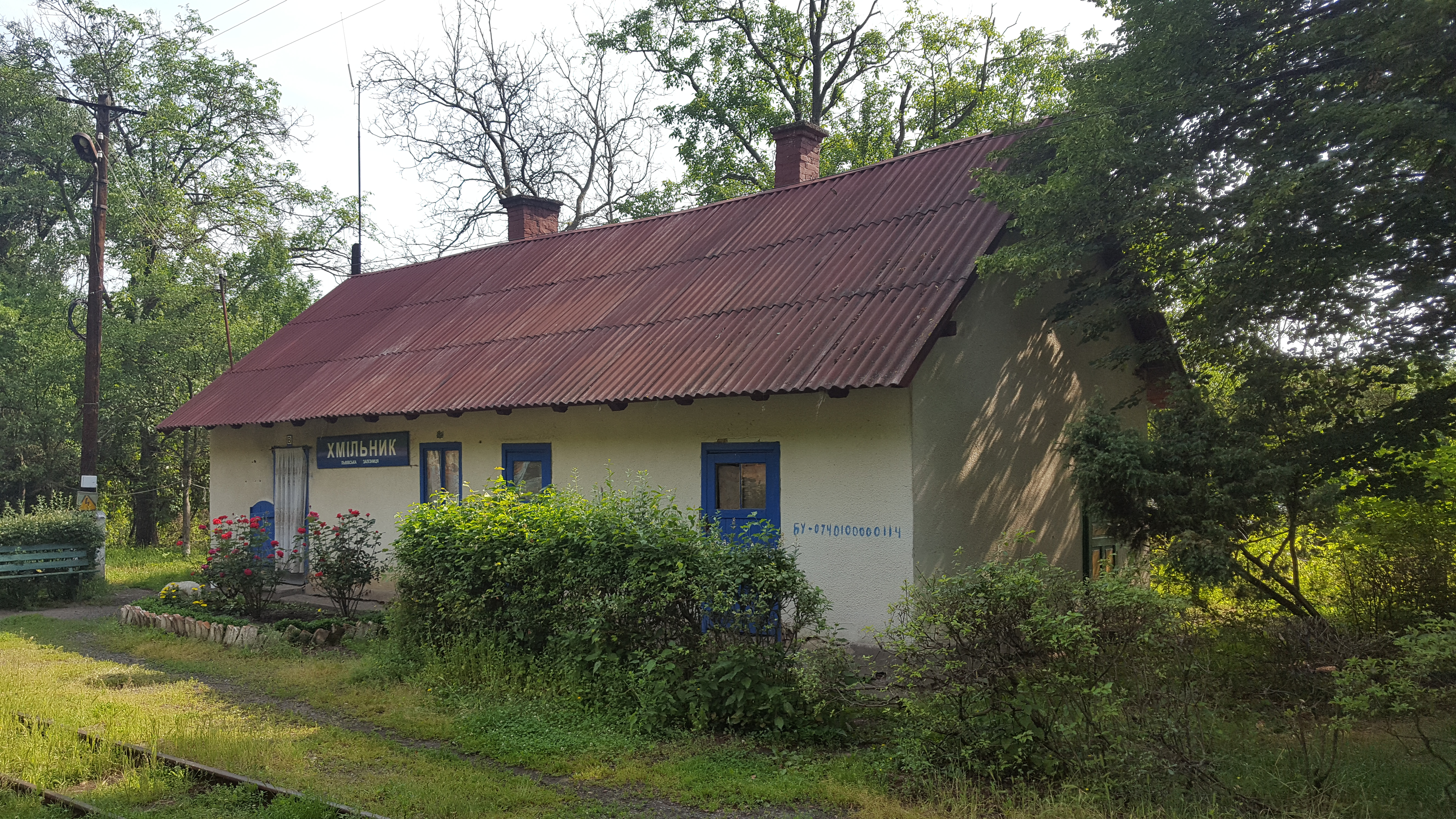
窄轨火车站

赫米利尼克（羅馬化：Khmilnyk）是烏克蘭西部外喀爾巴阡州貝雷霍韋區卡姆扬斯克市镇内的村庄。面積8.26平方公里，海拔高度124米，2001年人口866，人口密度每平方公里100人。